# Бърза смяна
„Бърза смяна“ (на английски: Quick Change) е американски игрален филм (криминална комедия) от 1990 г. на режисьорите Хауърд Франклин (също сценарист) и Бил Мъри (като продуцент и главен актьор). Във филма още участват Джина Дейвис, Ранди Куейд, Джейсън Робардс, Тони Шалуб, Стенли Тучи, Фил Хартман, Виктор Арго, Къртууд Смит, Боб Хоскинс и Филип Боско. Базиран е по книгата от същото име на Джей Кронли. Филмът излиза на екран от 13 юли 1990 г.